# College Basketball Invitational 2021
Il College Basketball Invitational 2021 si è disputato dal 22 al 24 marzo 2022, data della finale. Si è trattata della 13ª edizione della manifestazione e vi hanno partecipato 8 squadre.
Hanno vinto il titolo i Seahawks dell'Università Pepperdine, allenati da Lorenzo Romar. Miglior giocatore della manifestazione è stato nominato Kessler Edwards.

## Squadre partecipanti
Le squadre partecipanti all'edizione 2021 sono 8, inserite in un unico tabellone a eliminazione diretta. La Marshall University, l'Università del Texas a San Antonio e l'Università statale del Washington hanno rifiutato l'invito a partecipare.
| Squadre partecipanti | Squadre partecipanti | Squadre partecipanti |
| Università           | Conference           | Record               |
| -------------------- | -------------------- | -------------------- |
| Army Black Knights   | Patriot              | 12-9                 |
| Bellarmine Knights   | Atlantic Sun         | 13-7                 |
| Bowling G. Falcons   | Mid-American         | 14-11                |
| Bryant Bulldogs      | Northeast            | 15-6                 |
| CCU Chanticleers     | Sun Belt             | 16-7                 |
| Longwood Lancers     | Big South            | 12-16                |
| Pepperdine Waves     | West Coast           | 12-12                |
| Stetson Hatters      | Atlantic Sun         | 11-14                |

## Risultati
|  | Quarti di finale 22 marzo | Quarti di finale 22 marzo | Quarti di finale 22 marzo |                    |                  | Semifinali 23 marzo | Semifinali 23 marzo | Semifinali 23 marzo |  |  | Finale 24 marzo | Finale 24 marzo | Finale 24 marzo |  |
|  |                           |                           |                           |                    |                  |                     |                     |                     |  |  |                 |                 |                 |  |
|  | Stetson Hatters           | Stetson Hatters           | 53                        |                    |                  |                     |                     |                     |  |  |                 |                 |                 |  |
|  | Stetson Hatters           | Stetson Hatters           | 53                        |                    |                  |                     |                     |                     |  |  |                 |                 |                 |  |
|  | Bowling G. Falcons        | Bowling G. Falcons        | 52                        |                    |                  |                     |                     |                     |  |  |                 |                 |                 |  |
|  | Bowling G. Falcons        | Bowling G. Falcons        | 52                        |                    | Stetson Hatters  | Stetson Hatters     | 72                  |                     |  |  |                 |                 |                 |  |
|  |                           |                           |                           |                    | Stetson Hatters  | Stetson Hatters     | 72                  |                     |  |  |                 |                 |                 |  |
|  |                           |                           | CCU Chanticleers          | CCU Chanticleers   | 77*              |                     |                     |                     |  |  |                 |                 |                 |  |
|  | CCU Chanticleers          | CCU Chanticleers          | CCU Chanticleers          | CCU Chanticleers   | 77*              | 93                  |                     |                     |  |  |                 |                 |                 |  |
|  | CCU Chanticleers          | CCU Chanticleers          |                           |                    |                  |                     |                     |                     |  |  |                 |                 |                 |  |
|  | Bryant Bulldogs           | Bryant Bulldogs           | 82                        |                    |                  |                     |                     |                     |  |  |                 |                 |                 |  |
|  | Bryant Bulldogs           | Bryant Bulldogs           | 82                        |                    | CCU Chanticleers | CCU Chanticleers    | 61                  |                     |  |  |                 |                 |                 |  |
|  |                           |                           |                           |                    |                  |                     |                     |                     |  |  |                 |                 |                 |  |
|  |                           |                           | Pepperdine Waves          | Pepperdine Waves   | 84               |                     |                     |                     |  |  |                 |                 |                 |  |
|  | Longwood Lancers          | Longwood Lancers          | Pepperdine Waves          | Pepperdine Waves   | 84               | 66                  |                     |                     |  |  |                 |                 |                 |  |
|  | Longwood Lancers          | Longwood Lancers          |                           |                    |                  |                     |                     |                     |  |  |                 |                 |                 |  |
|  | Pepperdine Waves          | Pepperdine Waves          | 80                        |                    |                  |                     |                     |                     |  |  |                 |                 |                 |  |
|  | Pepperdine Waves          | Pepperdine Waves          | 80                        |                    | Pepperdine Waves | Pepperdine Waves    | 82                  |                     |  |  |                 |                 |                 |  |
|  |                           |                           |                           |                    | Pepperdine Waves | Pepperdine Waves    | 82                  |                     |  |  |                 |                 |                 |  |
|  |                           |                           | Bellarmine Knights        | Bellarmine Knights | 71               |                     |                     |                     |  |  |                 |                 |                 |  |
|  | Bellarmine Knights        | Bellarmine Knights        | Bellarmine Knights        | Bellarmine Knights | 71               | 77                  |                     |                     |  |  |                 |                 |                 |  |
|  | Bellarmine Knights        | Bellarmine Knights        |                           |                    |                  |                     |                     |                     |  |  |                 |                 |                 |  |
|  | Army Black Knights        | Army Black Knights        | 67                        |                    |                  |                     |                     |                     |  |  |                 |                 |                 |  |

## Squadra vincitrice
| N° | Naz.                   | Ruolo | Sportivo           | Anno | Alt. | Peso |
| -- | ---------------------- | ----- | ------------------ | ---- | ---- | ---- |
| 0  | Stati Uniti (bandiera) | P     | Sedrick Altman     |      | 191  | 84   |
| 2  | Stati Uniti (bandiera) | P     | Darryl Polk        |      | 175  | 70   |
| 3  | Stati Uniti (bandiera) | PG    | Michael Wexler     |      | 180  | 79   |
| 4  | Stati Uniti (bandiera) | P     | Colbey Ross        | 1998 | 185  | 84   |
| 5  | Stati Uniti (bandiera) | P     | Jade' Smith        | 1999 | 185  | 84   |
| 10 | Stati Uniti (bandiera) | AP    | Andre Ball         | 2000 | 203  | 91   |
| 12 | Stati Uniti (bandiera) | A     | Kendall Munson     |      | 201  | 100  |
| 13 | Stati Uniti (bandiera) | PG    | Malachy Caffrey    |      | 185  | 77   |
| 14 | Stati Uniti (bandiera) | PG    | Jay Yoon           |      | 193  | 88   |
| 15 | Stati Uniti (bandiera) | AP    | Kessler Edwards    | 2000 | 203  | 98   |
| 22 | Kenya (bandiera)       | AP    | Majok Deng         |      | 193  | 86   |
| 24 | Svezia (bandiera)      | AC    | Kene Chukwuka      | 1996 | 206  | 102  |
| 25 | Stati Uniti (bandiera) | A     | Everett Perrot     |      | 201  | 98   |
| 31 | Rep. Ceca (bandiera)   | A     | Jan Židek          | 1999 | 206  | 109  |
| 34 | Nigeria (bandiera)     | C     | Victor Ohia Obioha |      | 208  | 100  |
| 44 | Australia (bandiera)   | P     | Robbie Heath       | 1998 | 191  | 82   |

- Allenatore:  Lorenzo Romar
- Vice-allenatori: Ken Bone, Curtis Allen, Gerald Brown